# Ário
Ário (em latim: Arius) ou Areio (em latim: Areius; em grego clássico: Αρειος; Líbia, 256 – Constantinopla, 336) foi um heresiarca do século IV, fundador da doutrina arianista, tida como heresia. Era, antes de se afastar do trinitarismo, diácono de Alexandria, ordenado pelo patriarca Pedro I, razão pela qual também é conhecido como Ário de Alexandria.

## Vida
Ário nasceu na Cirenaica em cerca de 250, território que, atualmente, corresponde ao leste da Líbia, e era filho de Amônio. Acredita-se que estudou com Luciano de Antioquia, que, por sua vez, fora influenciado por Paulo de Samósata, o suposto adepto do adocionismo. Nas disputas religiosas que eclodiram em 306 em Alexandria, capital do Egito, de início apoiou o partido de Melécio de Licópolis, mas depois se reconciliou com o patriarca Pedro de Alexandria, o oponente de Melécio, que nomeou Ário como diácono. Depois, novamente se opôs a Pedro por seu tratamento de Melécio e seus seguidores, foi excomungado como consequência. Após a morte de Pedro, patriarca Áquila perdoou-o, lhe ordenando presbítero em 313 e incumbindo com a igreja de do distrito de Baucalis em Alexandria. Nesta posição, conseguiu granjear apoio e considerável número de seguidores.
Em 318, eclodiu uma importante disputa entre Ário e o patriarca Alexandre I. Os relatos sobre o episódio tem suas contradições, mas todos concordam que Alexandre, ao saber que havia na cidade grande respeito pelas novas visões de Ário sobre a Trindade, o atacou em assembleia pública de presbíteros. Então Ário acusou-o de ser culpado dos erros de Sabélio, e se esforçou para defender suas próprias opiniões: sustentava que o Filho de Deus foi criado por Deus, antes da existência do mundo e do tempo, por um ato do livre arbítrio de Deus e do nada; assim, o Filho não existiu desde toda a eternidade e, consequentemente, não era perfeitamente igual ao Pai, embora tenha sido elevado muito acima de todos os homens.
Essa disputa foi seguida por uma carta circular de Alexandre ao seu clero e por uma segunda conferência, mas ambas não surtiram efeito. Enquanto isso, o número de seguidores de Ário aumentava rapidamente, e o clero e leigos do Egito e vários bispos da Síria e Anatólia estavam favoravelmente a Ário, em parte porque suas doutrinas se assemelhavam às de Luciano de Antioquia, que morreu como mártir cerca de 10 anos antes, e em parte porque foram cativados pelas insinuantes cartas de Ário dirigidas a eles, e Alexandre, em 321, convocou em Alexandria um sínodo de quase 100 bispos egípcios e líbios que depôs Ário e excomungou seus seguidores. E para assegurar o resultado, Alexandre enviou várias cartas, das quais há duas, aos bispos estrangeiros, nas quais anunciou o destino de Ário, tentou refutar sua doutrina e instou-os a adotar suas visões sobre o caso, e não permitir proteção ao heresiarca.

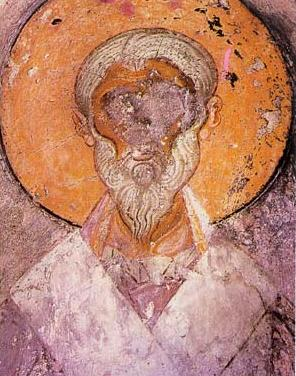
Ícone de no Mosteiro de Veliusa, Macedônia do Norte

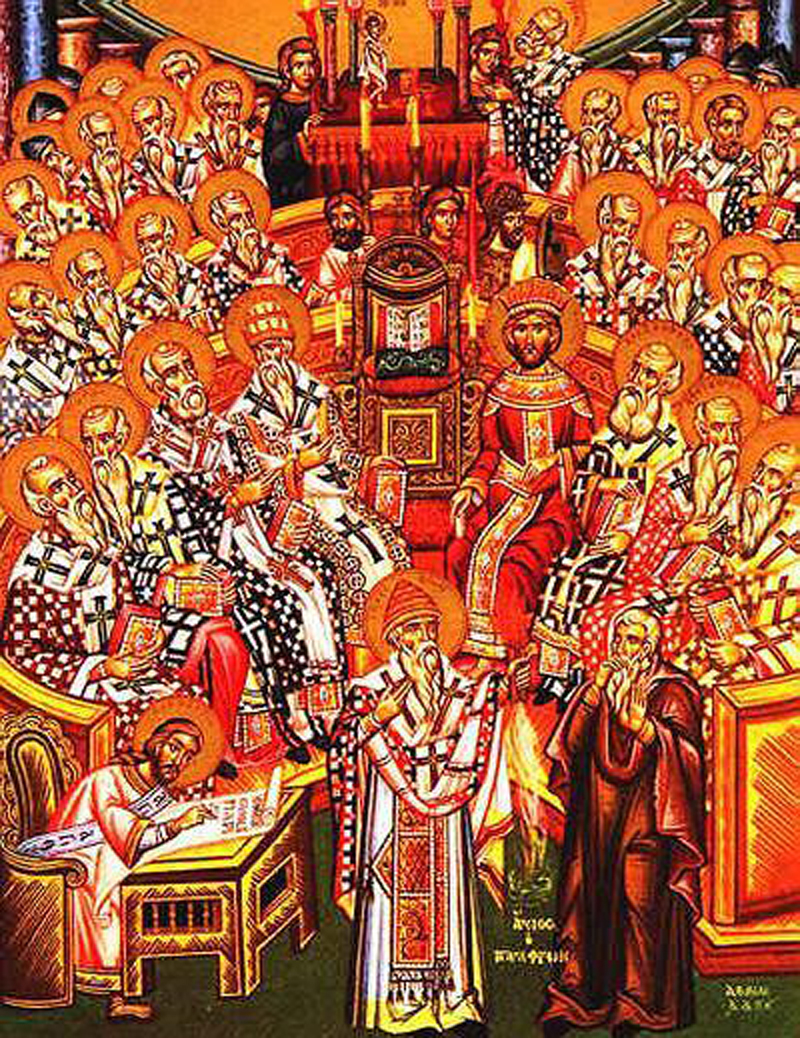
Ícone ortodoxo do Primeiro Concílio de Niceia (325)

Devido a essas cartas e os extensos esforços de Ário para defender suas doutrina se conquistar mais seguidores, a possibilidade de um acordo amigável diminuiu cada vez mais. Em Alexandria, os arianos retiravam-se regularmente da igreja e tinham seus lugares de culto separados; e na Palestina, para onde Ário fugiu, encontrou uma recepção favorável. Ali, dirigiu uma carta, ainda existente, para seu amigo Eusébio de Nicomédia, o mais influente bispo da época, que guardava rancor contra Alexandre. Eusébio, em sua resposta, assim como em uma carta dirigida a Paulino de Tiro, expressou sua perfeita concordância com os pontos de vista de Ário e até mesmo recebeu Ário em sua casa. Durante sua estada na Nicomédia, Ário escreveu um trabalho teológico chamado Taleia, que se diz ter sido composto no estilo efeminado de Sótades e ter sido escrito em parte no chamado metro sotaídico. Também dirigiu carta a Alexandre, na qual entrou numa explicação de suas doutrinas, e que foi assinada pelo clero que havia sido excomungado consigo. De sua Taleia, há alguns resumos feitos por seu inimigo Atanásio, que são escritos num tom filosófico e sério.
Em 323, Eusébio e os outros bispos que eram a favor do arianismo reuniram-se em concílio na Bitínia e emitiram uma circular a todos os bispos, pedindo-lhes que continuassem sua comunhão com Ário e usassem sua influência com Alexandre em seu nome. Mas nem isso nem a permissão concedida por vários bispos a Ário para retomar suas funções, como presbítero, na medida em que poderia ser feito sem a usurpação dos direitos de Alexandre, restaurou a paz; ao contrário, as disputas a favor e contra o arianismo se espalharam tanto entre leigos e clérigos do Egito, Ásia e Anatólia que, em 324, o imperador Constantino (r. 306–337) escreveu uma carta comum Ário e Alexandre na qual declarou o ponto controvertido de pouca importância, exortou os disputantes a uma rápida reconciliação, e deixou que cada um deles tivesse suas próprias opiniões, contanto que não perturbasse a união externa da Igreja. Esta carta foi levada por Ósio de Córdova para Alexandria, para onde Ário retornou nesse meio tempo. Ósio deveria atuar como mediador, mas logo adotou a visão de Alexandre, e sua missão falhou.
As disputas tornaram-se mais vívidas dia após dia, e Constantino viu-se obrigado a convocar um concílio geral em Niceia, em 325, no qual estavam mais de 300 bispos, em especial da porção oriental do Império Romano, entre eles Ário, Alexandre e Atanásio. Cada um defendia suas próprias opiniões, mas Ário, sendo do partido acusado, estava numa posição desvantajosa, e uma confissão de fé, que apresentou ao concílio, foi rasgada em pedaços em sua presença. Atanásio era seu adversário mais veemente, e após longos debates o concílio concluiu que o Filho foi gerado, não feito, da mesma substância do Pai, e da mesma essência consigo (homoousios). Ário foi condenado com seus escritos e seguidores. O veredito foi assinado por quase todos os bispos presentes. Eusébio e três outros, ao se recusaram a assinar, foram obrigados a seguir os demais pelas ameaças do imperador: somente Teonas de Marmárica e Secundo de Ptolemaida tiveram coragem de partilhar o destino de Ário e o acompanharam à Ilíria, onde se exilou. Decreto foi emitido, mandando a todos, sob pena de morte, que pegassem seus livros para serem queimados e rotulassem os arianos como porplírios - (de Porplírio, oponente pagão de cristianismo, que não teve nada a ver com a questão ariana). Os arianos em Alexandria, porém, permaneceram em estado de insurreição, e começaram a fazer uma causa comum com os melecianos, uma seita que também havia sido condenada pelo Concílio de Niceia, pois ambos  consideraram Alexandre e seu sucessor Atanásio como inimigos comuns.
Ário permaneceu na Ilíria até 328, quando Eusébio da Nicomédia e seus amigos usaram sua influência na corte de Constantino para persuadi-lo de que o credo de Ário não diferia, na realidade, daquele estabelecido pelo Concílio de Niceia. Em consequência, Ário foi reconvocado do exílio por cartas muito graciosas, e em 330 teve audiência com Constantino, a quem apresentou uma confissão de fé, que consistia quase inteiramente de passagens das escrituras, e aparentemente confirmou a representação que Eusébio deu de suas opiniões. Enganado, Constantino concedeu a Ário a permissão para voltar a Alexandria. Em 331, em sua chegada, Atanásio, apesar das ameaças de Eusébio e das ordens estritas do imperador, recusou-se a recebê-lo na comunhão da Igreja e novos surtos ocorreram na cidade, com os melecianos se juntando abertamente aos arianos. Eusébio, que ainda era o principal apoiador dos arianos, havia assegurado sua ascensão na Síria, e fez com que o Sínodo do Tiro, em 335, depusesse Atanásio, e outro sínodo realizado no mesmo ano em Jerusalém, revogasse a sentença de excomunhão contra Ário e seus amigos.

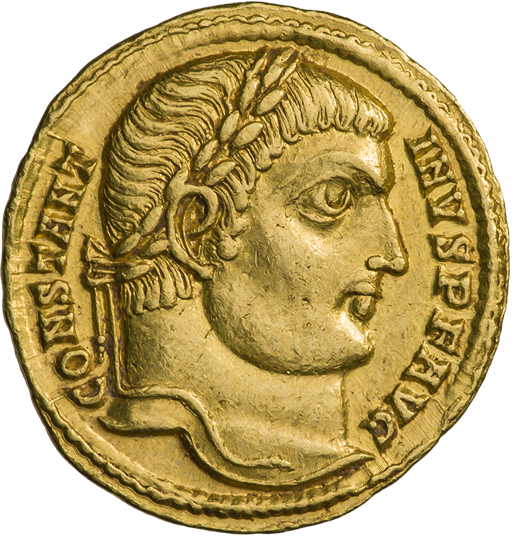
Soldo de Constantino r.

Sua tentativa de se restabelecer em Alexandria falhou, e em 336 viajou a Constantinopla para ter outra audiência com Constantino. De novo apresentou confissão de fé, que aparentemente era ortodoxa. Depois, o arcebispo Alexandre de Constantinopla (r. 314/317–337), que até aí se recusou a reconhecê-lo como membro da Igreja, recebeu ordens do imperador para lhe ministrar, no domingo seguinte, a sagrada comunhão. Quando chegou o dia, Ário, acompanhado de Eusébio e outros amigos, fez uma espécie de triunfo pelas ruas da capital até a igreja. No caminho, se afastou por um momento para se aliviar, mas nunca retornou: desmaiou e de repente morreu, e seu cadáver foi encontrado por seus amigos e enterrado. Sua morte repentina, naquele lugar e momento, deu origem a várias suspeitas e suposições; os ortodoxos consideravam isso como um julgamento direto do céu, enquanto seus amigos supunham que foi envenenado por seus inimigos. Ário devia ter idade muito avançada quando morreu, já que era chamado de Velho Ário no momento que começou suas disputas com Alexandre e estava, sem dúvida, desgastado e exausto pelas lutas contínuas às quais sua vida tinha sido exposta. Dizem que era excepcionalmente alto, pálido e magro, de aparência severa e sombria, embora de maneiras cativantes e modestas. A excelência de seu caráter moral parece ser suficientemente atestada pelo silêncio de seus inimigos. Que era cobiçoso e de disposição social, é uma opinião sem qualquer evidência histórica. Além de suas obras supracitadas, diz-se que escreveu canções para marinheiros, moleiros e viajantes.